# تاماز ملیاوا
تاماز ملیاوا (گرجی: თამაზ მელიავა؛ ۲۳ دسامبر ۱۹۲۹ – ۲۷ اوت ۱۹۷۲) کارگردان فیلم و فیلم‌نامه‌نویس اهل کشور اتحاد جماهیر شوروی سوسیالیستی (گرجستان کنونی) بود.